# Zugschlusssignal

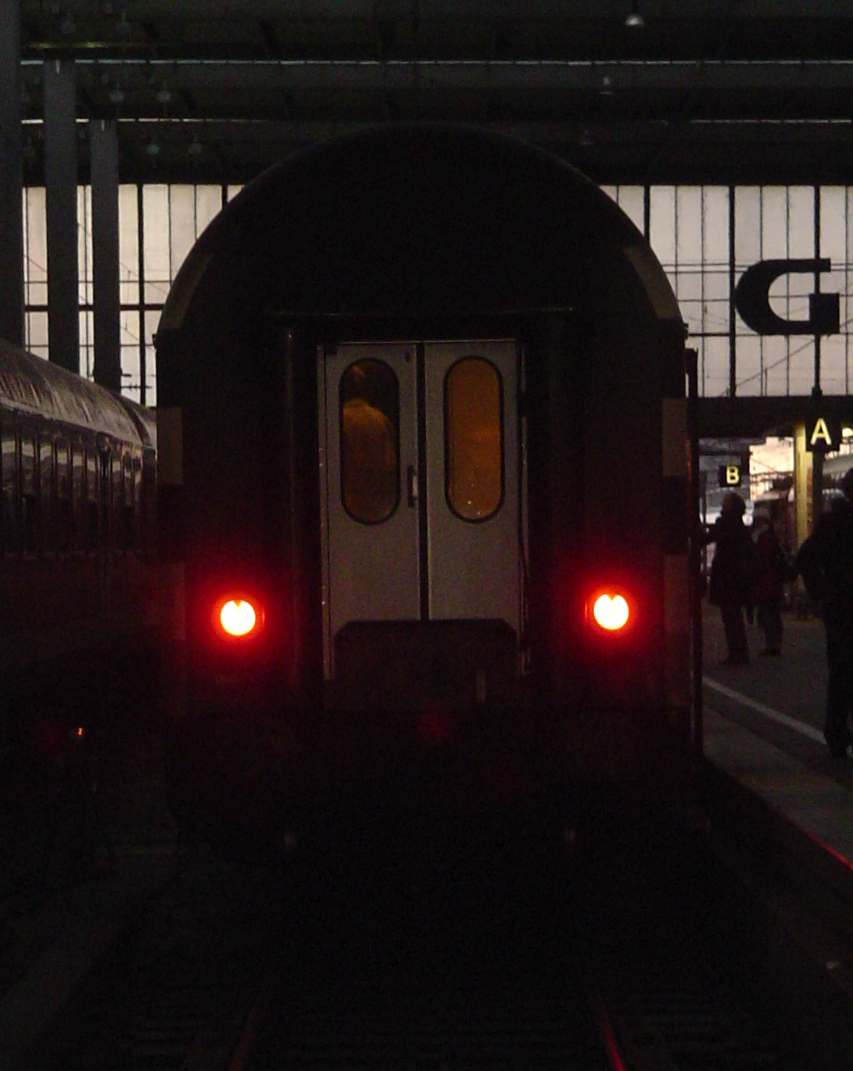
Eingebautes Schlusssignal an einem Schweizer Reisezugwagen

Das Zugschlusssignal wird im Eisenbahnbetrieb am Ende eines Zuges verwendet und kennzeichnet dessen letztes Fahrzeug, um sichergehen zu können, dass der Zug den vorherigen Streckenabschnitt vollständig verlassen hat. Zugschlusssignale bestehen entweder aus Tafeln, Scheiben oder Schildern oder aus Lichtern. Sie werden paarig – an der linken und rechten Seite – am unteren Rand des letzten Wagens am Heck gezeigt. 
Bei Triebwagen werden schon seit den 1920er Jahren, bei Reisezugwagen etwa seit Ende des Zweiten Weltkrieges elektrische Schlusssignallaternen fest eingebaut.

## Zweck des Zugschlusssignals

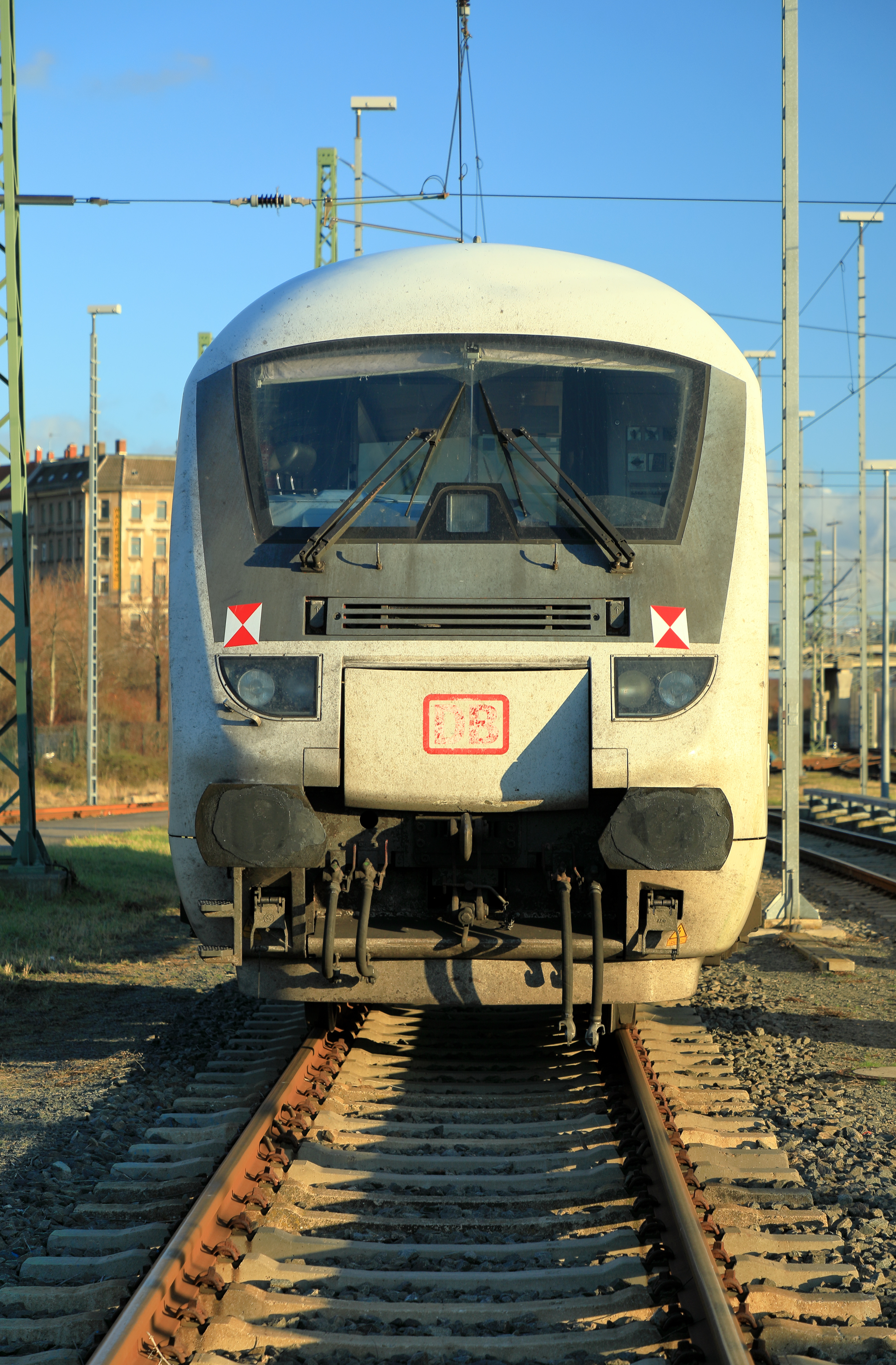
Verwendung von vorübergehenden Schlusssignalaufklebern bei Störung der elektronischen Einrichtung

Das Zugschlusssignal ist ein Bestandteil der Systematik zum gesicherten Fahrbetrieb von mehreren aufeinander folgenden Zügen auf dem gleichen Streckengleis bzw. im Streckenblock-System. Mit seiner Hilfe kann die Vollständigkeit von Zügen visuell durch das Bahnbetriebspersonal überprüft werden.
Bei einfacher Technik werden die Informationen über das Belegen und Befahren eines Gleisabschnittes visuell aufgenommen und fernmündlich oder telegraphisch übertragen (Zugmeldeverfahren). Das Vorhandensein des Zugschlusssignals wird vom Fahrdienstleiter der Zugfolgestelle geprüft und bei dessen Erkennung der zurückliegende Streckenabschnitt als frei von Belegung durch Fahrzeuge gemeldet. Erst dies berechtigt zum Zulassen bzw. der Freigabe weiterer Zugfahrten in den betreffenden Streckenabschnitt. Wird kein Zugschlusssignal festgestellt, muss von einer Zugtrennung ausgegangen werden; das heißt, es befinden sich noch Teile des Zuges auf dem jeweiligen Gleis und nachfolgende Zug-, Sperr- oder Rangierfahrten dürfen dann nicht zugelassen werden, um Unfälle zu vermeiden.
Bei vielen Gleisbild- und ferngesteuerten Stellwerken wird der Zugschluss nicht mehr visuell festgestellt. Die Zugschlussfeststellung als Voraussetzung der nächsten Fahrten wird ersetzt durch Gleisfreimeldeeinrichtungen. Auf Strecken mit funktionstüchtiger selbsttätiger Gleisfreimeldeanlage ist die visuelle Zugschlussbeobachtung nicht notwendig. Dennoch kann auf das Zugschlusssignal nicht verzichtet werden. In Störungs- und anderen Ausnahmefällen oder wenn es z. B. die örtlichen Richtlinien verlangen, müssen auch hier der Fahrdienstleiter oder andere Betriebseisenbahner in der Lage sein, die Vollständigkeit des eingefahrenen oder durchgefahrenen Zuges zweifelsfrei festzustellen (Zugvollständigkeitsmeldung).

## Bauarten der Zugschlusssignale
Nach UIC-Kodex 532 müssen Güterwagen an jedem Ende mit zwei Signalstützen auf gleicher Höhe mit einem horizontalen Abstand von mehr als 1,3 m und einer Höhenlage von maximal 1,6 m über Schienenoberkante ausgestattet sein. Reisezugwagen ab Baujahr 1979 müssen zwei rote Signalleuchten in einer empfohlenen Höhe von 1,6 bis 2 m über Schienenoberkante aufweisen, deren Lichtstärke mindestens 15 Candela beträgt.

### Deutschland

Deutsche Schlusssignale:
links Tagzeichen, rechts Nachtzeichen

In Deutschland wird im Signalbuch ab 2021 (Richtlinie 301 der Deutschen Bahn) nicht mehr zwischen Tages- und Nachtzeichen des Signals Zg 2 unterschieden. Der Zugschluss am letzten Fahrzeug führt folgende Kennzeichen:
- zwei rechteckige reflektierende Schilder mit weißen Dreiecken seitlich und je einem roten Dreieck oben und unten, die sich mit ihren Spitzen in der Mitte des Schildes berühren oder
- zwei rote Lichter, welche auch blinken dürfen.

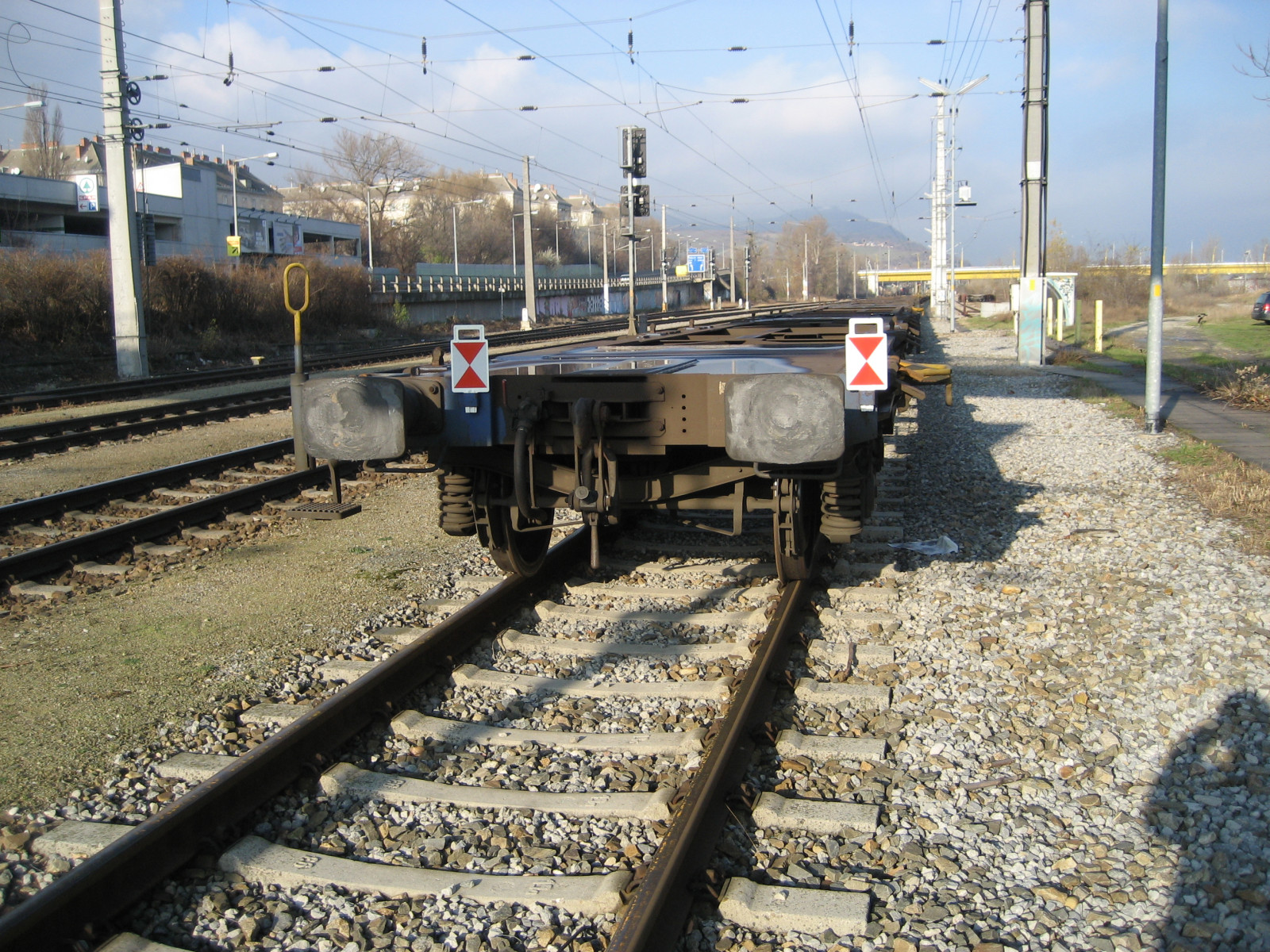
Güterwagen mit deutschen Schlusssignalscheiben

Bei den roten Lichtern sind die verwendeten Glühlampen weiß, nur die vorgesetzten Farbscheiben machen das Signal zu einem roten Licht. Bei Neubaufahrzeugen werden in der Regel LED-Leuchten eingesetzt. Wenn ein elektrisch betriebenes Licht-Schlusssignal vorhanden und nutzbar ist, dürfen keine anderen Zeichen verwendet werden. Es ist nicht zulässig, Schilder und Lichter gleichzeitig zu führen.

#### Vereinfachtes Schlusssignal
Neben dem Signal Zg 2 gibt es in Deutschland auch ein vereinfachtes Schlusssignal. Es besteht bei Tag aus einer roten runden Scheibe mit weißem Rand, bei Nacht aus einer roten Laterne. In der Deutschen Signalordnung von 1907 wurde es als Signal 16a geführt, in der Signalordnung von 1935 als Signal Zg 5. Auch die Kleinbahn-Signalordnung von 1926 führt es als Signal 6 auf. Zunächst galt es nur für einzeln fahrende Triebwagen und Lokomotiven, Nebenfahrzeuge und Arbeitszüge, wurde aber später aber auch für Zugfahrten unter einfachen Verhältnissen zugelassen. In der Eisenbahn-Signalordnung von 1987 wird es als Signal Zg 102 geführt. Sofern die Fahrdienstvorschriften des Infrastrukturbetreibers es vorsehen, kann das vereinfachte Schlusssignal auch heute verwendet werden. Im Bereich der Deutschen Bahn wird es nicht mehr genutzt.

### Schweiz
In der Schweiz zeigt das letzte Fahrzeug auf einer Querachse über Puffer angeordnet:
- Bei Reisezügen:
  - zwei rote Lichter (Dauerlicht).
- Bei Güterzügen:
  - zwei rot-weiße reflektierende Scheiben oder
  - zwei rote Lichter (Dauerlicht).

Den Infrastrukturbetreibern ist es erlaubt, auf nicht interoperablen Strecken und Strecken des interoperablen Ergänzungsnetz folgende Kennzeichnung zuzulassen: 
- ein rotes Licht oder
- ein rot blinkendes Licht oder
- eine rot-weiß gestreifte Scheibe.

### Österreich

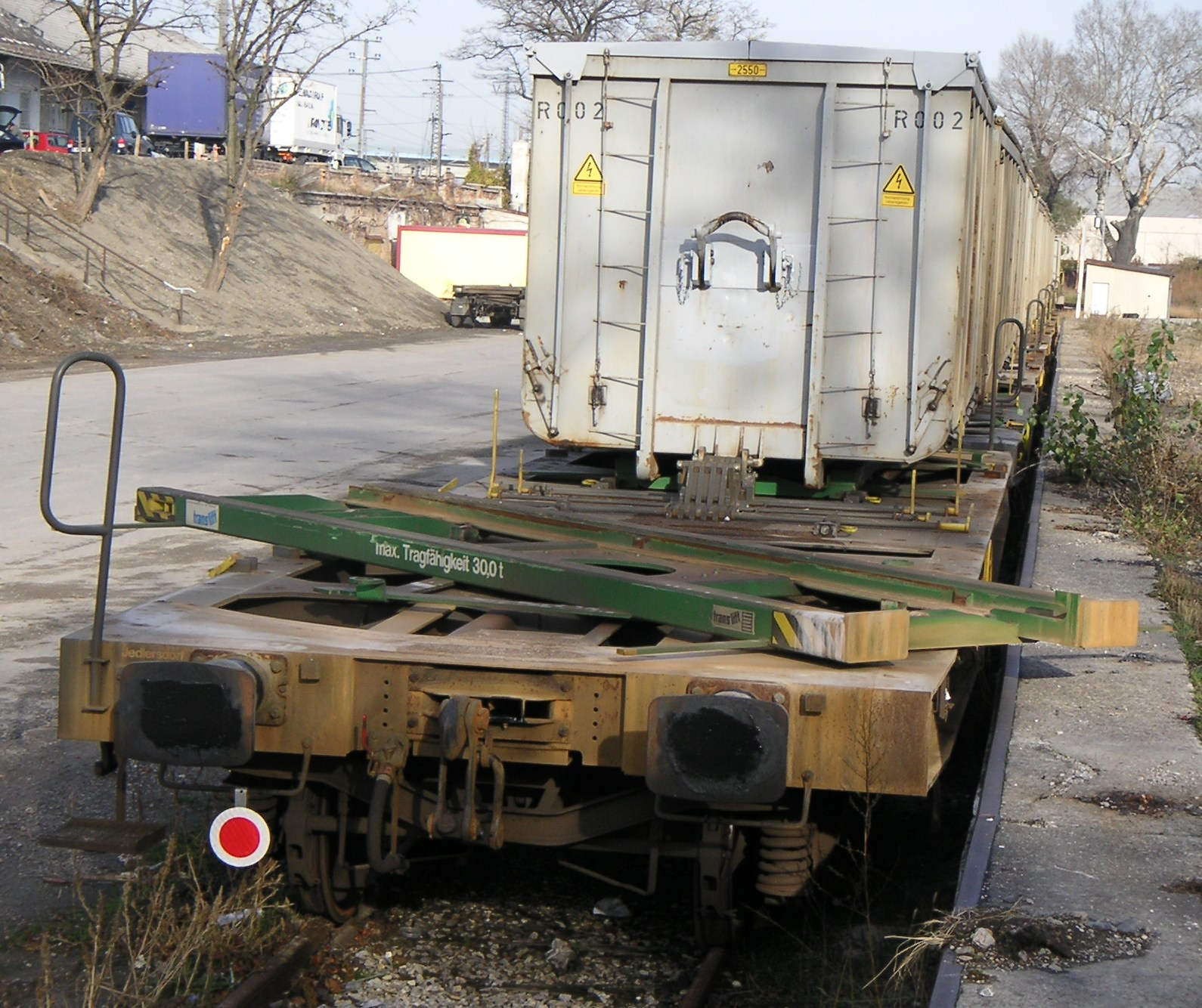
Güterwagen mit altem österreichischen Zugschlusssignal

In Österreich wurde früher eine rote, rückstrahlende Scheibe mit weißem Rand als Schlusssignal verwendet. Bei Triebfahrzeugen kam ursprünglich ein einzelnes, später drei rote Dauerlichter zum Einsatz.
Mittlerweile führt das letzte Fahrzeug einer Zug- oder Nebenfahrt grundsätzlich:
- zwei rote Dauerlichter auf einer Querachse in gleicher Höhe über den Puffern angeordnet oder
- zwei rechteckige rückstrahlende Schilder mit weißen Dreiecken seitlich und je einem roten Dreieck oben und unten auf einer Querachse in gleicher Höhe über den Puffern angeordnet.

Bei nachgeschobenen Zügen darf das Schlusssignal am letzten Wagen verbleiben.

## Geschichtliche Entwicklung

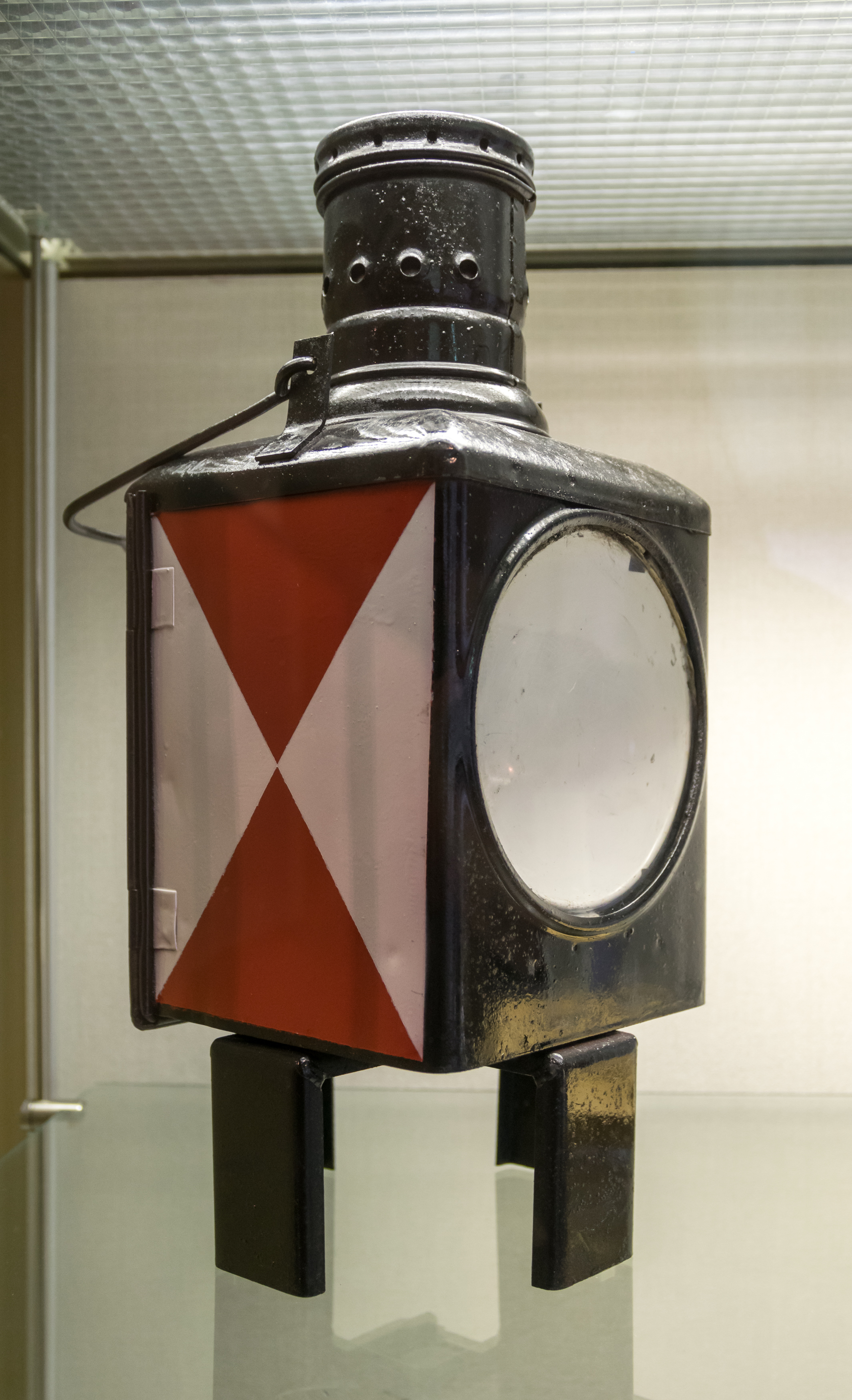
Oberwagenlaterne für Petroleumlampen mit weißer Scheibe vorn, roter Scheibe auf der Rückseite und seitlichen Tagzeichen

In der Eisenbahnfrühzeit und bis etwa 1980 bestand das Zugschlusssignal aus aufsteckbaren Tafeln oder Signallaternen, sogenannten Oberwagenlaternen. Diese wurden an seitlichen Signalstützen am letzten Wagen so aufgesetzt, dass sie nach vorn und hinten sichtbar waren. Auf diese Weise konnte die Vollständigkeit der Züge auch von der Lokomotive oder vom hochgelegenen Zugführerarbeitsplatz im Gepäckwagen festgestellt werden. Dafür hatten diese Laternen Lichtaustrittsöffnungen jeweils für rotes Licht nach hinten und weißes Licht nach vorn sowie zu den Seiten hin das unbeleuchtete weiß-rote Tagzeichen, die Tafeln hatten beidseitig das Tagzeichen. Betrieben wurden die Lampen mit Petroleum. Für den Wechsel vom Tag- auf Nachtzeichen und umgekehrt gab es Beleuchtungskalender.
In der deutschen Signalordnung von 1907 war zusätzlich das vereinfachte Schlusssignal, eine runde rote Scheibe mit weißem Rand, an der Rückseite des letzten Fahrzeuges vorgeschrieben. Nach dem Signalbuch von 1935 musste diese zusätzliche Scheibe (als Zg 3 bezeichnet) nicht mehr sein, bei kurzen Zügen oder vereinfachtem Betrieb konnte sie aber auch das Schlusssignal am Dach ersetzen, bei Nacht trat an Stelle der Scheibe eine rote Laterne (Zg 5).
Seit den 1960er Jahren wurde wegen der Erfahrungen mit der durchgehenden Bremse und mit Fahrzeugen mit eingebauten Schlusslampen auf die Sichtbarkeit des Schlusssignals nach vorn verzichtet. Die Signalstützen wurden danach in die Stirnwände oberhalb der Puffer verlegt.
Der Betrieb der Petroleumlampen war aufwändig, denn sie mussten täglich aufgefüllt und gereinigt und zur Vermeidung des Rußens etwa eine halbe Stunde nach dem Anzünden nochmals nachreguliert werden. Versuche mit elektrischen Akkumulatorleuchten verliefen ebenfalls nicht befriedigend. Nach 1980 führte man wartungsfreie Rückstrahlscheiben oder Blink- bzw. Blitzlampen ein, zunächst in den meisten Ländern des europäischen Regelspurnetzes in einer eigenen Form. Diese mussten insbesondere bei Güterzügen an den Grenzen jeweils gewechselt werden. Erst seit 2006 ist auch die Verwendung von ausländischen Schlusssignalzeichen weitgehend zulässig.